# San Bartolomé de Tirajana
San Bartolomé de Tirajana ist eine spanische Gemeinde mit 54.116 Einwohnern (Stand: 2024) auf einer Fläche von 333,13 km² im Süden der Insel Gran Canaria. Die Nachbargemeinden sind Tejeda im Nordwesten, Vega de San Mateo und Valsequillo im Norden, Agüimes im Nordosten, Santa Lucía de Tirajana im Osten und Mogán im Westen. Der Namensteil Tirajana verweist auf einen Stamm der Canarios, der dieses Gebiet vor der Eroberung durch die Spanier bewohnte.

## Geographie und Klima

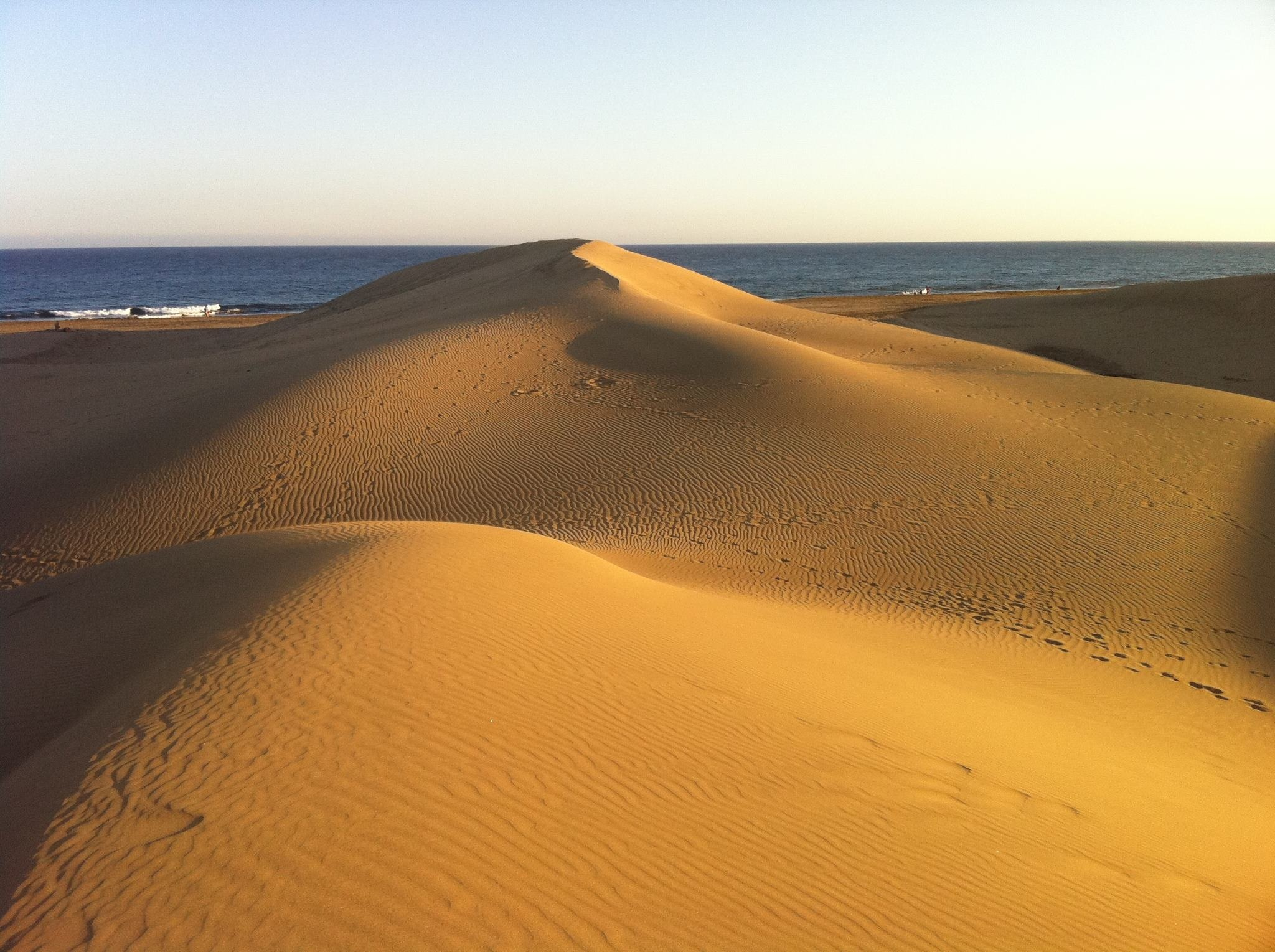
Dünen von Maspalomas

Die zentrale Küste ist geprägt von ihren langen und breiten Stränden und den Dünen von Maspalomas sowie von salzigen Wassertümpeln und einer Palmenoase.
Der äußerste Norden der Küste ist steinig und der Süden der Insel steil. Oberhalb der Küste spannt sich fast auf Höhe des Meeresspiegels eine weite Küstenebene auf, die sich weitläufig besiedelt bis zu den Bergen im Zentrum der Insel ausweitet. Im Landesinneren findet sich ein kühleres Klima und ein fruchtbarer Boden, was Landwirtschaft ermöglicht.
Die klimatischen Bedingungen hängen von der Lee- bzw. Luvseite der Insel ab und sind somit im Norden feucht. Im Winter kommt es damit zu teilweise heftigen Niederschlägen und zu angenehmen Temperaturen während des gesamten Jahres. Die Jahresdurchschnittstemperatur beträgt 15,8 °C, wobei der Januar mit 12,1 °C der kälteste und der August mit 20,5 °C der heißeste Monat ist. Die durchschnittliche Niederschlagsmenge beträgt 307 mm pro Jahr.

## Tourismus
An der Küste im Süden von San Bartolomé befinden sich einige bedeutende Touristenzentren der Insel. So bestehen die Ortsteile Meloneras, Sonnenland, Playa del Inglés und San Agustín vor allem aus touristischen Unterkünften. Während Playa del Inglés und San Agustín durch ihre touristische Infrastruktur geprägt sind, wurde bei der Neuerschließung der Costa Meloneras vor allem auf Qualität gesetzt. Neben modernen Hotels der gehobenen Kategorie verfügt diese Zone unter anderem über ein Kongresszentrum und ein Privatkrankenhaus.
Der Tourismus befindet sich aktuell in einer Phase der Anpassung. Verschiedene Studien und Organisationspläne werden momentan unter der Teilnahme von verschiedenen Institutionen wie der ULPGC, dem Stadtrat oder der Regierung Gran Canarias durchgeführt. Das Ziel der Pläne ist, den Tourismus zu modernisieren und gleichzeitig die urbanen Strukturen und wertvollen und kunstvollen Kulturgüter zu bewahren. Das schließt den Bau eines Abenteuerparks und eines Sportzentrums ein.

## Sehenswürdigkeiten
- Leuchtturm von Maspalomas
- Dünen und Strand von Maspalomas
- Häuser der Grafen de la Vega Grande de Guadalupe in Juan Grande (Casa Condal Juan Grande) und San Fernando de Maspalomas (Casa Condal de San Fernando de Maspalomas)
- „Casa canaria“ in San Bartolomé de Tirajana.
- Kirche San Bartolomé de Tirajana
- Ökumenische Kirche an der Playa del Inglés
- Dorf Fataga
- Palmitos-Park
- Mühle von Cazorla

## Einwohner
| Jahr | Einwohner | Einwohner/km² |
| ---- | --------- | ------------- |
| 1900 | 4.686     |               |
| 1910 | 5.069     |               |
| 1920 | 6.320     |               |
| 1930 | 6.704     |               |
| 1940 | 9.014     |               |
| 1950 | 8.675     |               |
| 1960 | 12.406    |               |
| 1970 | 12.581    |               |
| 1981 | 17.739    |               |
| 1991 | 24.451    | 73,4          |
| 1996 | 35.443    | 106,4         |
| 2001 | 34.515    | 103,6         |
| 2002 | 43.403    | 130,3         |
| 2003 | 45.559    | 136,8         |
| 2004 | 44.115    | 132,2         |
| 2005 | 46.428    | 139,4         |
| 2006 | 47.922    | 143,9         |
| 2007 | 49.601    | 148,9         |
| 2011 | 53.440    | 160,5         |

Im Jahr 2011 betrug die Bevölkerung gemäß Census des INE 54.613 Einwohner, mit einer Dichte von 164 Einwohnern pro km². Davon waren 32 % (17.479) Ausländer. Unter den Ausländern stechen die Europäer (70,6 % der Gesamtzahl der Ausländer) hervor, insbesondere Deutsche (etwa 5.322) und Briten (etwa 1.272). 1.620 Amerikaner, hauptsächlich Kolumbianer (409), und 1.239 Afrikaner, hauptsächlich Marokkaner (1.085), leben ebenfalls in der Gemeinde. Des Weiteren leben in der Gemeinde 1.233 Asiaten.

## Ortsteile
Das Gemeindegebiet umfasst etwa dreißig Orte und Ortsteile.
Entlang der Südküste sind die touristischen Ortschaften mehr oder weniger zusammengeschmolzen: Meloneras, Playa del Inglés, San Agustín, Playa del Águila und Bahía Feliz gehen direkt in einander über. Unmittelbar nördlich davon sind Sonnenland, El Tablero de Maspalomas und San Fernando de Maspalomas durch Landstraßen und eine Autobahn abgetrennt.
Andere Orte der Gemeinde sind:
Aldea Blanca, Juan Grande, Castillo del Romeral, Montaña La Data, Ayaguares, El Salobre, Calderín, Pasito Blanco, El Pajar, Montaña La Arena, Cercados de Espino, Fataga, Tunte, Ayacata, Cercados de Araña, Taidía, Los Sitios, El Matorral, La Culata, Hoya de Tunte, Hoya Grande, Las Crucitas, Lomo Galeón, Risco Blanco und Agualateute.

## Schwestergemeinden
- Alajuela, Costa Rica
- Elche, Spanien